# Božićne skladbe
Božićne skladbe su one koje se izvode i slušaju najčešće u vrijeme kršćanskih božićnih blagdana, pa sve do Tri kralja.
U Hrvata je pravo bogatstvo božićnih napjeva, čemu pridonosi velika povijesna tradicija božićnih pučkih napjeva u Hrvata, što svjedoče vrlo stare pjesmarice. Najstarija poznata hrvatska pjesmarica duhovnih pjesama Pavlinska pjesmarica iz 1664. godine sadrži 19 božićnih napjeva, dok prvo izdanje popularne vrlo stare pjesmarice Cithara octochorda iz 1701. godine ima oko 30 božićnih napjeva, što se povećalo u sljedećim izdanjima. Prema brojnim vrelima, najstarija poznata božićna pučka popijevka je Bog se rodi v Vitliomi, a iza nje starinom su U to vrijeme godišta, Narodi nam se i druge.

## Strane božićne skladbe
- All I Want for Christmas Is You
- Bijeli Božić (engl. White Christmas)
- Joy To The World
- Let It Snow
- Little Drummer Boy
- Merry Xmass (War Is Over)
- Tiha noć (engl. Silent Night; njem. Stille Nacht)
- Last Christmas
- Pristupite vjerni
- Oh Holy Night
- Zvončići (engl. Jingle Bells)

## Hrvatske božićne skladbe
Veliki broj ovdje navedenih božićnih pjesama je harmonizirao za mješoviti zbor i orguljsku pratnju Franjo Dugan (1874. – 1948.).
- Bog se rodi v Vitliomi
- Čestit svijetu
- Danas se čuje
- Djetešce nam se rodilo
- Dvorani neba
- Glory, Glory Aleluja
- Hajdmo, braćo sada
- Kada zvijezda divna
- Kyrie Eleison
- Narodi nam se
- O Betleme
- O pastiri, čudo novo
- O pastiri, vjerni čuvari
- Oj, Djetešce moje drago
- Oj pastiri, čujte novi glas
- Pada zimska noć
- Pjevajmo, slavimo
- Ptičice lijepo pjevaju
- Radujte se narodi
- Rodio se Bog i čovjek
- Sklopi blage očice
- Spavaj, spavaj djetiću
- Svim na zemlji
- Tri kralja jahahu
- U to vrijeme godišta
- Već se bliži
- Veseli se, Majko Božja
- Veselje ti navješćujem
- Zdravo budi mladi Kralju

### Božićne skladbe koje zamjenjuju dio mise
Iako liturgijske odredbe ne dozvoljavaju, mnogi župni zborovi zamjenjuju ordinarij pučkim napjevima, i to na sljedeći ili sličan način:  
1. Gospodine smiluj se - Kyrie Eleison
2. Slava bogu na visini - Svim na zemlji mir veselje
3. Svet i blagoslovljen - Dvorani neba/O Betleme
4. Jaganjče - U se (to) vrijeme godišta/Veseli se, Majko Božja